# I. Mieszko lengyel fejedelem

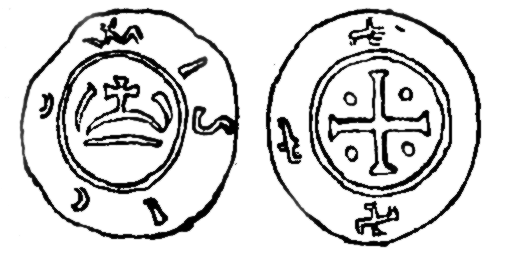
Mieszko dénárja

I. Mieszko (932 – 992. május 25.), lengyel uralkodó volt 960-tól haláláig. A Piast-dinasztia tagja, Siemomysł fia, Lestko unokája, valamint első a családból, akinek létezése bizonyított. Fia és utódja I. Boleszláv Lengyelország első királya lett. Egyes források szerint első feleségétől született még egy lánya is, Gőgős Sigrid, aki VI. Erik svéd király második felesége lett.
Ő volt az első keresztény uralkodója azoknak a területeknek, melyeket később Lengyelországként neveztek. Apja és nagyapja politikáját folytatta, akik a Nagy-Lengyelországon élő pogány törzsek vezetői voltak. Szövetségesei és katonai erejét felhasználva tovább terjesztette a birodalmát. Uralkodása alatt sokat kellett küzdenie a Nyugat-pomerániai vajdaság irányításáért. Élete utolsó éveiben Csehországgal harcolt, ezzel elnyerve Sziléziát és a Kis-lengyelországi vajdaságot.
Mieszko 965-ben feleségül vette a cseh Dobrawa nevű királylányt, aki miatt 966-ban megkeresztelkedett és így országát is keresztény országgá tette. Az uralkodása alatt elért nagy hódításokon kívül (mely Lengyelország jövőjének alapvető fontosságúnak bizonyult) Mieszko híres volt belső reformjairól, amelynek célja az úgynevezett háborús monarchia rendszerének bővítése és javítása volt.
A fennmaradt források alapján Mieszko egy nagy politikus, egy tehetséges hadvezér és egy karizmatikus vezér volt. Diplomáciája hatékony volt, sikeresen háborúzott Csehországgal, Svédországgal majd a Német-Római Birodalommal is. Külpolitikájában országa érdekeit nézte, még korábbi ellenségeivel is kötött megállapodásokat.
A Mieszko nevet csak később kapta, a korabeli források Mesco, Misico, Mesico, Msko és ezekhez hasonló neveken említik, míg a Dagome iudex című pápai dokumentumban "Dagome" néven szerepel.

## Élete

### Származása, ifjúkora
Mieszko körülbelül 963-tól volt fejedelem.
965-ben feleségül vette Dobrawát, I. Boleszláv cseh fejedelem lányát. 980-ban újra nősült: Oda von Haldenslebent, Dietrich (Theoderic) von Haldensleben, Nordmark grófja (965-985) lányát vette el, miután megszöktette a kalbei kolostorból.

### A lengyelek megkeresztelése
Uralkodásának kezdetén a Balti-tengertől délre élő wieleták és voliniaiak, és szövetségesük, Wichman szász gróf elleni harcok kötötték le. Pogány nejeit elűzte és Dombrovka cseh keresztény hercegnővel kelt egybe. 964-ben megkeresztelkedett, valószínűleg első felesége hatására, de lehet, hogy azért, hogy elkerülje az összeütközést a keresztény Német-római Birodalommal[forrás?]. Templomot építtetett Szent Györgynek Gnieznóban, 968-ban Poznańban pedig megalapította az első lengyel katedrálist, a poznańi székesegyházat. A katedrálist Szent Péternek szentelték. Posen lett az első püspökség székhelye. A fejedelem Prágai Szent Adalbert érseket és hittérítőt is támogatta.
Mieszko idején nem volt lengyel főváros, ehelyett több várat épített. A legfontosabb volt ezek közül Poznań, Gniezno és Ostrów Lednicki. Az utóbbi 140 méter átmérőjű gyűrűs erődítmény volt. Falain belül kőpalotát építtetett magának.
Valószínűleg egy lánytestvére és két fiútestvére volt, közülük csak Czcibor neve ismert, akit a cedyniai csatában öltek meg 972-ben. A másik testvére is csatában vesztette életét, 964 körül.

### A hűbér vita
Vannak történészek, akik szerint Mieszko hűséget esküdött I. Ottó német-római császárnak 963-ban, majd II. Ottónak és III. Ottónak is. A lengyel történészek azonban ezt vitatják, és főleg azt, hogy a hűbéreskü egész Lengyelországra vonatkozott (vagy inkább csak egy részére, amelynek latin neve „usque Varta fluvium” (a Warta folyóig) volt). Egy középkori krónika szerint Mieszko Gero ostmarki őrgrófnak tett le hűbéresküt, de ezt a közlést kételyek övezik, mivel ezt a krónikát egy másik krónika kivonatának tekintik, az eredeti krónika pedig nem említi ezt az epizódot.

### Háborúi
Uralkodása 962 körül kezdődött "Nagy-Lengyelországban" (Wielkopolska), Kujáviában és talán Pomeránia keleti részén. A 960-as években valószínűleg Nyugat-Pomerániát is meghódította, legalább részben, a 990-es években pedig Szilézát (Śląsk) és Kis-Lengyelországot (Małopolska) is.
Legtöbbet a Balti-tenger partvidékén harcolt, azon a területen, amely később kapta a Pomeránia nevet. 972-ben a cedyniai csatában legyőzte Hodo nordmarki őrgrófot, és 976-ban elérte az Odera folyó torkolatát. A döntő csatát 979-ben vívták, ezt is Mieszko nyerte, és ezzel bebiztosította uralmát a régióban. A következő évben hódítását azzal ünnepelte, hogy várat alapított Gdańsknál.
981-ben I. Vlagyimir felvette a Vörösföld néven ismert területet Mieszkótól. 986-ban, II. Ottó halála után csatlakozott III. Ottó császár hadjáratához az elbai szlávok ellen. Röviddel halála előtt a pápának adományozta államát, és hűbérbirtokul kapta vissza tőle, a Dagome iudex néven ismert okiratban.

## Családja
Örököse első házasságából származó fia, I. Boleszláv volt. Ebből a házasságából két lánya született: Sygryda, és egy másik lány, akinek a nevét nem ismerjük. Sygryda „Gőgös Sigrid” néven előbb VI. (Győztes) Erik svéd király felesége és királynő lett, majd egyes történészek szerint Gunhild királynő néven I. "Villásszakállú" Svend dán király felesége, Nagy Knut anyja. A történészek szerint szláv neve "Świętosława" lehetett.
Mieszko második lánya valószínűleg egy pomerániai szláv herceg felesége lett.
Második házasságából három fia született; Mieszko, Lambert és Świętopełk.

## Családfa
| Leszek sz. ? † 930/40. (?) | Leszek sz. ? † 930/40. (?) |                                |                                | NN | NN |  |  | NN | NN |    |    | NN | NN |
|                            |                            |                                |                                |    |    |  |  |    |    |    |    |    |    |
|                            |                            |                                |                                |    |    |  |  |    |    |    |    |    |    |
|                            |                            | Siemomysł sz. ? † kb. 960. (?) | Siemomysł sz. ? † kb. 960. (?) |    |    |  |  |    |    | NN | NN |    |    |
|                            |                            |                                |                                |    |    |  |  |    |    |    |    |    |    |
|                            |                            |                                |                                |    |    |  |  |    |    |    |    |    |    |
|                            |                            |                                |                                |    |    |  |  |    |    |    |    |    |    |

| 1 több pogány feleség                  | 1 több pogány feleség                 | 2 Dobrawa sz. ? † 977. OO 965               | 2 Dobrawa sz. ? † 977. OO 965               | I. Mieszko sz. 932. † 992. V. 25. | I. Mieszko sz. 932. † 992. V. 25. | 3 Oda sz. ? † kb. 1023. OO 978/80.      | 3 Oda sz. ? † kb. 1023. OO 978/80.      |                                                 |                                                 |
|                                        |                                       |                                             |                                             |                                   |                                   |                                         |                                         |                                                 |                                                 |
|                                        | 1                                     |                                             | 2                                           |                                   | 2                                 |                                         | 3                                       |                                                 | 3                                               |
| NN (fiú) sz. 965 † 973. III. 23. után  | NN (fiú) sz. 965 † 973. III. 23. után | Vitéz Boleszláv sz. 966/67. † 1025. VI. 17. | Vitéz Boleszláv sz. 966/67. † 1025. VI. 17. | Sygryda sz. 970. k. † 1014. után  | Sygryda sz. 970. k. † 1014. után  | Mieszko sz. 978/984. † 992. V. 22. után | Mieszko sz. 978/984. † 992. V. 22. után | Świętopełk sz. 979/985. † 992. V. 25. előtt (?) | Świętopełk sz. 979/985. † 992. V. 25. előtt (?) |
|                                        | 3                                     |                                             |                                             |                                   |                                   |                                         |                                         |                                                 |                                                 |
| Lambert sz. 980/990. † 992. V. 25 után |                                       |                                             |                                             |                                   |                                   |                                         |                                         |                                                 |                                                 |